# Közjószág
A közjószág olyan jószág, amelynek fogyasztásából más fogyasztók nem zárhatók ki, de azok nem is zavarják a többi fogyasztót (Rosen, 2005, 4. fejezet). Elnevezése onnan származik, hogy rendszerint közpénzből finanszírozzák, hiszen gyümölcseiket mindenki élvezheti.
Tiszta közjószágról akkor beszélhetünk, ha sem kizárhatóság, sem rivalizálás nem merül fel. A klasszikus példa a friss levegő: egyrészt a (józan határok közötti) fogyasztása nem gátol másokat a belélegzésben, másrészt ebből nem is lehet senkit kizárni. A két feltétel egyszerre ritkán teljesül, ellenkező esetben magán- vagy vegyes jószágról beszélünk.

## A jószágok típusai
|                       | Kizárható fogyasztó              | Nincs kizárás                            |
| --------------------- | -------------------------------- | ---------------------------------------- |
| Rivalizáló fogyasztás | Magánjószág (például élelmiszer) | Közös jószág (például közutak)           |
| Nincs rivalizálás     | Klubjószág (például mosókonyha)  | Tiszta közjószág (például tiszta levegő) |

- Magánjószágok esetén mind a kizárás, mind a rivalizáló fogyasztás jellemző. Egy szelet kenyeret a tulajdonosa magával vihet, elzárhat mások elől, illetve ha elfogyasztja, azzal a szelet kenyérrel más már nem tud jóllakni.

- Közös jószágok esetében a kizárás nem valósítható meg, így a rivalizáló fogyasztás miatt túlfogyasztásról beszélhetünk. Így például az ingyenesen használható közutakon zsúfoltság alakulhat ki, ami az egyes emberek hasznosságérzetét csökkentheti.

- Klubjószágról akkor beszélünk, ha éppen ellenkezőleg: a kizárás megvalósítható, holott a fogyasztás nem rivalizáló. Ilyen például az előfizetést igénylő műholdas televízió-csatorna. Az egyik néző semmivel sem élvezi kevésbé a műsort, ha mások is nézik, ugyanakkor az előfizetés megszüntetésével a hozzáférés megszűnik.

- A tiszta közjószágok esetében nem alakul ki sem rivalizáció, sem kizárás. Egy egészséges ökoszférában ilyen a tiszta levegő: amit az egyik ember beszív, a másik nem veheti el tőle (feltéve, ha elég növény van a szén-dioxid lekötésére). Klasszikus példája még a világítótorony: akármennyi hajósnak ugyanakkora szolgálatot tesz, és a tengeren arra vetődő hajó elől nem lehet eltakarni, ha az nem fizetett a használatáért.

A közjószág lehet káros is: a környezetszennyezés példa erre, sőt ugyanazt a közjószágot megítélhetik egyszerre pozitívan és negatívan is a fogyasztók: van aki egy erős hadseregben biztonságot, mások fegyverkezési versenyt, esetleges háborút látnak.

## Közjószágok finanszírozása és előállítása
Egy jószág előállítása számos kérdést vet fel: milyen mennyiségben és ki állítja elő, illetve ki finanszírozza?

### A közjavak kereslete
A mennyiség meghatározásához elsőként a keresleti függvényt kell tisztáznunk. Míg magánjószágok fogyasztása esetén több fogyasztó kereslete mennyiségben adódik össze és ezt egy közös áron fogyasztják, közjószág esetén az egyes fogyasztók ugyanazon mennyiséget fogyasztják, de ebből különböző hasznosságra tesznek szert. Ennek megfelelően a keresletfüggvényt úgynevezett vertikális összegzéssel határozzuk meg: a közjószág mennyisége akkor optimális, ha költség megegyezik a fogyasztók belőle nyert összhasznosságával, ez a mennyiség pedig finanszírozható is a rezervációs árak befizetésével. Ezt nevezik Lindahl-egyensúlynak.

### A közjavak kínálata
E modell fontos eleme, hogy a különböző fogyasztók különböző mértékben járulnak a közjószághoz. Ez az összeg adott esetben semmi, vagy akár negatív is lehet. Mindez potyautas viselkedésre vezet: a fogyasztók úgy állítják be, mintha a közjószág számukra nem lenne hasznos és így nem is járulnak hozzá, hozzájárulók hiányában pedig a közjószág nem jön létre. A problémára több megoldás is megfogalmazható. 
A Ronald Coaseról elnevezett úgynevezett coase-i megoldás kimondja, hogy ha a tranzakciós költségek elhanyagolhatók, még a tökéletes piaci verseny körülményei között is számíthatunk a közjószág megfelelő szintű előállítására. Itt ugyanakkor hangsúlyozni kell, hogy a tranzakciós költségek elhanyagolása olyan feltétel, ami a legritkább esetben teljesül.
A hatékonyság leggyakrabban állami beavatkozással állítható helyre: a hozzájárulás adó formájában kerül begyűjtésre.

### A közjavak előállítása
A közjószág finanszírozása és előállítása nincs szükségszerűen egy kézben. Például a közoktatás sok szempontból tekinthető közjószágnak, és bár Magyarországon a közoktatás döntően állami finanszírozású, léteznek alapítványi, illetve egyházi iskolák is.

## Externáliák
A külső hatások (externáliák) jelenléte a közjószágokéhoz hasonló problémákat vet fel. A külső hatásnak a költségét vagy hasznát ugyanis nem az eredeti jószág használója viseli. Például egy folyópartra települő ipari üzem szennyezőanyaga nem csak a gyártelep értékét csökkenti, hanem a folyó mentén lévő további magán- vagy közjószágokét is. Ilyenkor egy magánjószág használata is máshol a rivalizáláshoz hasonló hatást vált ki, amit például a gyártelep magántulajdonának korlátozásával vagy a folyó használati jogának pontosításával lehet megoldani (a gyár nem önthet bármit a saját partszakaszán a folyóba).

### A közlegelők tragédiája

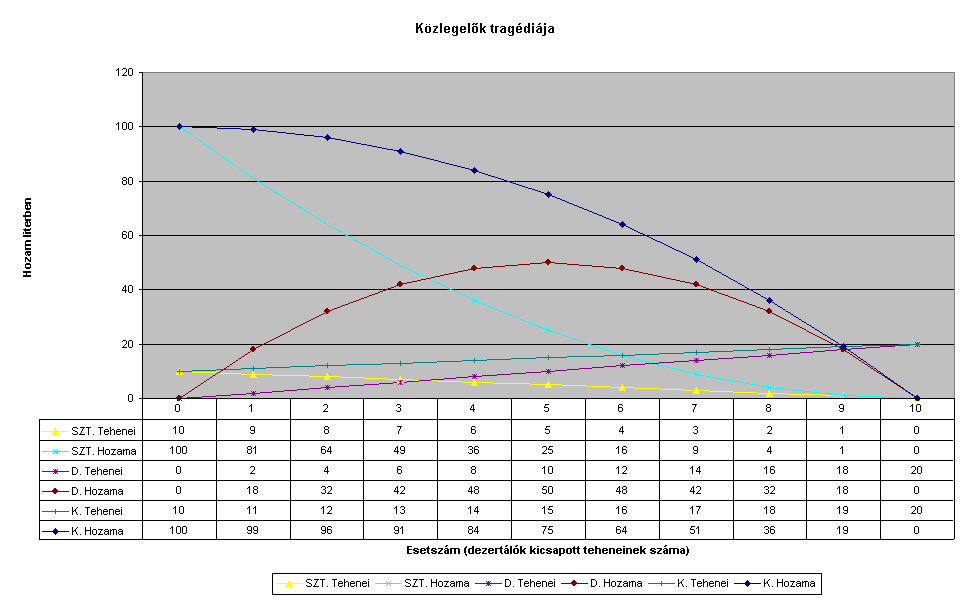
Közlegelők tragédiája. Rövidítések a képen: SZT=szabálytisztelők, D=dezertőrök, K=közösség

G. Hardin 1968-as cikkében egy angol közlegelő szerepel példaként, amely tíz tehenet tud eltartani, és így mindegyik tehén tíz liter tejet ad. Az egyik gazda egyszer csak gondol egyet, és kicsap még egy tehenet a legelőre. Ekkor egy-egy tehénnek már kevesebb fű jut, ezért mindegyik 10 helyett csupán 9 liter tejet ad naponta – de az a gazda, amelyik két tehenet legeltet, 10 helyett 18 liter tejhez jut. Ezt idővel észreveszi egy másik gazda, és az is kicsap még egy tehenet a közlegelőre. Ekkor már minden tehén csak 8 liter tejet ad, de a két dezertőrnek fejenként 16 liter teje lesz. És így tovább, minden egyes gazda akkor jár jobban, ha még egy tehenet hajt a legelőre. Azonban amikor már legalább hatan cselekednek így, akkor azok is az eredeti 10 liternél kevesebb tejet kapnak, akiknek két tehenük van. Végül, amikor már nyolc gazda tart két tehenet, a kéttehenes gazdák csak négy liter tejet kapnak az eredeti tízhez képest. (A kilencedik gazda már nem nyerne semmit egy második tehénnel.) Ennek ellenére, ha egy gazda úgy döntene, hogy visszavonja az egyik tehenét, rosszul járna. 
A közlegelő mint erőforrás addig működik optimálisan, amíg minden felhasználó betartja a közös megegyezéssel megállapított szabályokat. Azonban egy szabályokat betartó szereplő számára bármely időpontban nyereségesebb a „dezertálás”, mint a szabályok betartása – miközben a szabályokat betartó többi szereplő számára egyénenként csak mérsékelten (esetenként alig érzékelhetően) romlik a helyzet. Végső soron a szereplők azáltal, hogy a közvetlen érdekeiknek megfelelően cselekednek, saját maguknak ártanak.
A közlegelő tehát csapdahelyzetet mutat be; ennek legismertebb gyakorlati példája a környezetszennyezés.
További példák: bliccelők növelik a jegyárakat, vagy  az adók be nem fizetése növeli a többiek adóit.